# Katharina Knie
Katharina Knie ist ein Volksstück in vier Akten von Carl Zuckmayer. Der Dichter selbst nannte sein Werk „ein Seiltänzerstück“. Seine Uraufführung erlebte es am 21. Dezember 1928 im Berliner Lessingtheater.

## Handlung
Das Stück spielt 1923 und 1924 in einer pfälzischen Kleinstadt. Zuckmayer lässt die Personen einen entsprechenden Dialekt sprechen.
Wieder einmal gastiert der Wanderzirkus Knie in der kleinen Stadt in der Pfalz. Dem Unternehmen geht es schlecht, denn die grassierende Inflation macht ihm schwer zu schaffen. Das Geld ist knapp, und was die Leute für Unterhaltung ausgeben, tragen sie ins Kino. Trotzdem hält die Artistentruppe eisern zusammen. Nicht zuletzt ist dies das große Verdienst des Chefs der Truppe, Karl Knie, den alle nur liebevoll „Vater Knie“ nennen. Als der Gerichtsvollzieher auftaucht, findet er nichts Pfändbares, denn die alte Bibbo hat alle Schmuckstücke der Truppe und Knies Taschenuhr in ihrem Korsett versteckt. 
Sorge bereitet Karl Knie auch Tochter Katharina, sein einziges Kind. Er sähe es liebend gerne, wenn sie endlich heiratete und Nachwuchs bekäme, aber davon will Katharina noch nichts wissen.
Gleich am ersten Gastspielabend bekommt der Zirkus unerwarteten Besuch: Polizeikommissär Dillinger eröffnet Karl Knie, jemand von seinem Zirkus habe beim Großbauern Martin Rothacker drei Sack Hafer gestohlen. Schließlich bekennt Katharina ihre Schuld. Sie habe nur für ihr Lieblingstier, das Eselchen Maali, Futter besorgen wollen. Nun bricht für Karl Knie eine Welt zusammen, denn Ehrlichkeit hat für ihn schon immer als eine der höchsten Tugenden gegolten. Er befiehlt seiner Tochter, das Diebesgut zurückzubringen, obwohl Rothacker die Anzeige längst zurückgezogen und erklärt hat, es handle sich um einen Irrtum und er habe Katharina den Hafer geschenkt.
Katharina bringt dennoch nachts, hübsch aufgeputzt, den Hafer zum Bauern zurück. Sie ist schon von früher her verliebt in ihn. Martin Rothacker, der bestohlene Landwirt, kommt daraufhin erneut auf den Zirkusplatz, bringt Futter für den Esel und schlägt Katharina vor, für ein Jahr bei ihm auf dem Hof zu bleiben. Dabei könne sie bei seiner Mutter Landwirtschaft und Haushaltsökonomie lernen, was ihr sicher später einmal von großem Nutzen sein werde. Rasch freundet sich Katharina mit diesem Plan an. Ihr Vater gibt seinen Segen dazu, weil er glaubt, seine Tochter werde es sowieso nicht lange auf dem Gutshof aushalten und sei außerdem von ihm falsch erzogen worden.
Ein Jahr später gastiert der Zirkus erneut in der Stadt. Katharina Knie, vom Zettelausträger Berberitzche informiert, kommt schon am ersten Abend auf den Platz und erfährt dabei, dass ihr Vater sich verändert hat. Er hat kein junges Mädchen als Ersatz für Katharina engagiert, ist stark gealtert und ruht jetzt immer bis kurz vor seinem Auftritt. Da das Wiedersehen ihn zu sehr aufregen würde, soll Katharina ihm vor seinem Seiltänzerakt nicht unter die Augen kommen. Doch dieser Plan misslingt. Knie reagiert euphorisch auf die scheinbare Wiederkehr der Tochter, die aber eigentlich gekommen ist, um ihm mitzuteilen, dass sie Rothacker heiraten möchte. 
Karl Knie beschließt, eine Galavorstellung mit sensationellen Kunststücken zu geben, gerät aber auf dem Seil ins Straucheln. Abrupt bricht er seine Nummer ab und beschließt, am anderen Morgen weiterzuziehen, obwohl er den Platz für eine ganze Woche gemietet hat.
Aus Freude über die Rückkehr der Tochter lädt Vater Knie alle Artisten zu einer Feier ein. Dabei entgeht ihm aber, dass eigentlich außer ihm niemand zum Feiern zumute ist. Längst hat sich herumgesprochen, dass sich Katharina mit Rothacker verlobt hat und nur gekommen ist, um sich ganz vom Zirkus zu verabschieden. Als Katharina schließlich mit ihrem Vater alleine ist und ihm die bittere Wahrheit eröffnen will, stirbt ihr Vater. Die beabsichtigte Heirat bekommt er nicht mehr mit.
Nach der Beerdigung versammelt sich die Trauergesellschaft. Die Artisten sind tief bedrückt, glauben sie doch, das Ende des Zirkus sei greifbar nahe. Katharina erklärt der alten Rothackerin, nach dem, was vorgefallen sei, könne sie den Zirkus nicht im Stich lassen. Das Erbe ihres Vaters bedeute für sie eine Verpflichtung. Mit dem Ruf „Anspannen!“ führt sie den Zirkus in eine neue Zukunft. Die Artisten beginnen zu jubeln und packen mit großer Freude an.

## Verfilmung
- 1929, im Jahr nach der Uraufführung, kam Katharina Knie als Spielfilm in die Kinos. Regie führte Karl Grune, der auch zusammen mit Franz Hoellering das Drehbuch verfasst hatte. In den Hauptrollen sah man Carmen Boni als Katharina, Eugen Klöpfer als deren Vater, Adele Sandrock als Bibbo, Fritz Kampers als Ignaz Scheel, Viktor de Kowa als Lorenz Knie und Ernst Busch als Fritz Knie. Werner Schmidt-Boelcke komponierte eigens für diesen Film die Musik.
- 1942 wurde in der Schweiz der Spielfilm Menschen, die vorüberziehen gedreht. Die Handlung basiert auf Zuckmayers Drama, jedoch wurden die Namen der Hauptpersonen geändert, vielleicht aus Rücksicht auf den National-Zirkus Knie. Regie führte Max Haufler. Es war sein dritter und zugleich letzter Spielfilm. Die Hauptrollen spielten Adolf Manz als Ludwig Horn (Karl Knie), Marion Cherbuliez als Marina (Katharina). In weiteren Rollen: Max Werner Lenz, Therese Giehse, Lukas Ammann, Ellen Widmann, Willy Frey, Rudolf Bernhard, Otto Lehmann und Sigfrit Steiner.
- 1973 produzierte der Hessische Rundfunk unter der Regie von Elmar Peters einen Fernsehfilm über Zuckmayers Drama, der am 22. Dezember desselben Jahres zum ersten Mal ausgestrahlt wurde.

## Musical
Der Komponist Mischa Spoliansky und sein Texter Robert Gilbert nutzten Zuckmayers Vorlage, um daraus ein Musical gleichen Titels zu formen. Dieses hatte seine Uraufführung am 20. Januar 1957 am Gärtnerplatztheater in München.

## Buchausgabe
- Carl Zuckmayer: Katharina Knie, Theaterstücke 1927–1929, Fischer Taschenbuch 12705, Frankfurt am Main 2004, ISBN 978-3-596-12705-4 (= Gesammelte Werke in Einzelbänden, herausgegeben von Knut Beck und Maria Guttenbrunner-Zuckmayer).